# Jablanica (Peć)
Pour les articles homonymes, voir Jablanica.
Jabllanicë en albanais et Jablanica en serbe latin (en serbe cyrillique : Јабланица) est une localité du Kosovo située dans la commune/municipalité de Pejë/Peć et dans le district de Pejë/Peć. Selon le recensement kosovar de 2011, elle compte 573 habitants.

## Histoire
Sur le territoire du village se trouve une forteresse remontant aux IVe-VIe siècles ; elle est proposée pour une inscription sur la liste des monuments culturels du Kosovo.

## Démographie

### Évolution historique de la population dans la localité
| 1948 | 1953 | 1961 | 1971 | 1981 | 1991 | 2011 |
| ---- | ---- | ---- | ---- | ---- | ---- | ---- |
| 611  | 655  | 601  | 501  | 587  | 571  | 573  |

|  |

### Répartition de la population par nationalités (2011)
En 2011, les Albanais représentaient 93,89 % de la population et les Égyptiens 5,93 %.